# Disturbio racial de Detroit de 1863
El disturbio racial de Detroit de 1863 ocurrió el 6 de marzo de 1863, en la ciudad de Detroit, Míchigan, durante la Guerra de Secesión. En ese momento, el diario Detroit Free Press informó de estos eventos como "el día más sangriento que jamás haya amanecido en Detroit". Comenzó debido a los disturbios entre la clase trabajadora relacionados con el racismo y el servicio militar, que se intensificó después de que el presidente Abraham Lincoln emitiera la Proclamación de Emancipación. Con base en un estado libre, algunos inmigrantes recientes y otros trabajadores resintieron ser reclutados para una guerra que pensaban que se libraba en beneficio de los esclavos en el Sur de Estados Unidos, y temían la competencia de los negros.
Al menos dos civiles murieron, uno blanco y otro negro, y muchos otros, en su mayoría afroamericanos, fueron brutalmente golpeados y heridos. En total, 35 edificios fueron destruidos por el fuego y muchos otros dañados, y los residentes negros perdieron propiedades y dinero en efectivo debido al saqueo y robo de la mafia. Más de 200 personas, en su mayoría negras, se quedaron sin hogar. Aunque la Legislatura de Míchigan recomendó una compensación, el Ayuntamiento de Detroit se negó a aprobarla. Como resultado de los disturbios, la ciudad de Detroit estableció una fuerza policial de tiempo completo, que estuvo dominada por blancos hasta finales del siglo XX.

## Fondo
Durante los meses anteriores al disturbio, las tensiones sociales aumentaron en la ciudad. Tenía una mayoría blanca pero una próspera comunidad negra, formada tanto por negros libres que habían emigrado allí como esclavos refugiados que habían huido del sur. Ubicada al otro lado del río Detroit desde Canadá, que había abolido la esclavitud en 1834, la ciudad era una importante "estación" del ferrocarril subterráneo en los años anteriores a la guerra. Algunos esclavos fugitivos optaron por establecerse en Detroit, ya que Míchigan era un estado no esclavista.
El Ayuntamiento estaba dominado por demócratas y muchos de los inmigrantes irlandeses y alemanes pertenecían a ese partido. Detroit Free Press era un periódico del Partido Demócrata que se oponía a la conducta del presidente Abraham Lincoln de la Guerra de Secesión y su creciente demanda de reclutas. El periódico defendía la supremacía blanca y estaba a favor del trabajo. En los meses previos a los disturbios, el periódico publicó con frecuencia artículos que conectaban a "los negros con los problemas laborales, los negros con los problemas de ciudadanía, los negros con la guerra y los negros con el crimen y una degradación general del orden moral", destacando cómo eran un amenaza para los hombres blancos de clase trabajadora y su poder limitado. Tras la Proclamación de Emancipación de enero de 1863, el periódico publicó artículos que con frecuencia se oponían a los intereses de los negros.
Por el contrario, el Detroit Advertiser and Tribune habló en gran medida por el Partido Republicano, apoyando el abolicionismo y la guerra como una causa justa. Criticó al Free Press por incitar a los disturbios encendiendo pasiones y agitando contra los negros. Durante un mes después de los disturbios, el Advertiser y Tribune publicaron artículos refiriéndose a la "Free Press Mob".
Tres días antes del comienzo de los disturbios, el Congreso aprobó la Ley de Inscripción que requería que los hombres solteros de 20 a 45 años y los hombres casados de hasta 35 años se inscribieran en el reclutamiento. Este acto enfureció a muchos blancos del norte, principalmente inmigrantes irlandeses que habían aceptado la ciudadanía estadounidense, sin darse cuenta de que esto los exponía al reclutamiento. Se añadió combustible al fuego de su ira cuando los hombres negros, en su mayoría libertos, fueron excluidos de este mismo reclutamiento. Los irlandeses temían que los esclavos recién liberados del sur migraran al norte y crearan más competencia en el mercado laboral. Muchos irlandeses vieron esto como una "guerra de ricos y una lucha de pobres", ya que las políticas de sustitución y conmutación eran prácticas controvertidas que permitían a los ciudadanos reclutados optar por no prestar servicio proporcionando un sustituto adecuado para reemplazar a los reclutados, o pagar 300 dólares cada uno. Ambas disposiciones fueron creadas con la intención de suavizar el efecto de la sequía sobre los chupetes, el movimiento antidistancia y las clases propietarias. Sin embargo, el resultado fue el resentimiento del público en general que luego se convirtió en furia.

## Los hechos
Un hombre de raza mixta, Thomas Faulkner, fue arrestado por presuntamente abusar sexualmente de una joven blanca y juzgado en un tribunal (las dos niñas cuyo testimonio fue fundamental para su arresto se retractaron de sus historias años después). Aunque Faulkner había votado con regularidad (privilegio reservado a los blancos) e identificado como hispano-indio, ambos periódicos lo describieron como "negro", y así fue como los blancos llegaron a considerarlo.
El juicio atrajo a multitudes volátiles de blancos, que arrojaron objetos a Faulkner y a los guardias mientras lo escoltaban hacia y desde el tribunal. El segundo día del juicio, los blancos comenzaron a atacar a los negros fuera del juzgado. El comandante de la Guardia Provost que escoltaba a Faulkner ordenó el disparo de focos para hacer retroceder a la multitud. A continuación, se disparó munición real (aunque no está claro si el comandante lo ordenó). Un civil blanco llamado Charles Langer que observó los disturbios fue asesinado. La multitud se enfureció porque un alemán fue asesinado en el juicio de un hombre que consideraban menos digno.
Inmediatamente comenzaron a atacar a civiles negros en la calle y fueron a un conocido negocio negro cercano, una tonelería. Los trabajadores intentaron defenderlo, pero la turba quemó la tienda y la casa adyacente, amenazando a las mujeres y a los niños negros que había dentro. Atacaron a los cinco hombres que escaparon de las llamas, hiriendo gravemente a Joshua Boyd (un esclavo fugitivo del sur, había estado ahorrando sus ganancias para comprar a su esposa e hijos fuera de la esclavitud). Más tarde fue golpeado más por la turba y murió cuatro días después. Aunque gravemente heridos, los otros cuatro hombres sobrevivieron, al igual que las mujeres y los niños. Algunos fueron ayudados por blancos.
Los sobrevivientes dijeron que la mafia atacó negocios y casas de negros, saqueándolos de cualquier objeto valioso y robándolos a los residentes. Los blancos finalmente se trasladaron más allá del área negra hacia áreas blancas pobres, continuando la destrucción. Algunos negros huyeron del área, cruzando el río Detroit hacia Canadá o hacia el oeste hasta lo que entonces era la comunidad independiente de Corktown. La ciudad finalmente ordenó la entrada de tropas de Ypsilanti y Fort Wayne, y para las 11 de la noche había reprimido la violencia. Más de 200 negros y algunos blancos habían perdido sus hogares por la destrucción. Se estima que hubo entre 15 000 y 20 000 dólares en daños a la propiedad, en su mayoría sufridos por negros.

## Secuelas
Faulkner fue declarado culpable y condenado a cadena perpetua. Varios años después, las dos niñas que testificaron en su contra se retractaron de su historia y Faulkner fue indultado. Regresó a Detroit, donde algunos hombres de negocios blancos lo ayudaron a iniciar un negocio de frutas y verduras.
La ciudad llevó a cabo una investigación sobre la muerte de Boyd, pero nadie fue procesado por su muerte. Aunque la Legislatura de Míchigan alentó la compensación para las víctimas de los disturbios, el Ayuntamiento de Detroit, dominado por demócratas, se negó a hacerlo. Estos ciudadanos contribuyentes, que no habían sido protegidos y cuyas propiedades habían sido robadas y destruidas, tuvieron que recuperarse y rehacer sus vidas por su cuenta.
Como resultado de los disturbios, la ciudad estableció una fuerza policial de tiempo completo. Fue dominado por blancos étnicos hasta finales del siglo XX. Esto se convirtió en un problema de derechos civiles, ya que la población minoritaria de la ciudad había sido excluida de la fuerza.